# Великий Агайманський під
Великий Агайманський під (Зелений під, Гайман-Долина)— депресія рельєфу типового північнопричорноморського характеру — під. Зниження поверхні рівнини у лівобережній частині нижньої течії річки Дніпро на Причорноморській низовині біля села Агаймани. Знаходиться на відстані 25 км на північний схід від смт Асканія-Нова Херсонської області. Під витягнутий з півночі на південь на 16 км; шириною до 10 км; глибиною до 20 м. Дно поду знаходиться на висоті 27–30 м над рівнем моря. Площа близько 120 км² (один з найбільших на півдні України). Схили терасовані, дно вирівняне, з тріщинами усихання, вкрите розрідженою трав'янистою рослинністю. Утворився на місці давнього долинного зниження внаслідок просідання лесових порід. На дні поду трапляються торфові прошарки. Під час танення снігу та в дощові роки заповнюється водою, влітку пересихає. Використовується як пасовище.
У Великий Агайманській під впадає річка Великі Сірогози (Балка Великі Сірогози). Останнім часом Балка Великі Сірогози обміліла та зневоднена, тому вода з цього джерела майже не доходить до поду.

## Територія
- Великий Агайманський під (Зелений під, Гайман-Долина) — замкнуте зниження поверхні рівнини з високими, крутими схилами. У вологий зимово-весняний період його дно затоплюється водою. Розмір 12 тис. га, глибина 10-20 м. Один з найбільших подів на території Херсонської області. Ця форма рельєфу знаходиться на південь від села Агаймани Іванівського району. Своїми розмірами Агайманський під в п'ять разів перевищує сусідній Чапельський під.
- Агайманський під, як і Чапельський, належить до безстічно-подових територій Херсонської області. Під час весняного танення снігу під наповнюється водою, а в посушливий період вода або повністю висихає або залишається у нижній частині піду.
- У Великий Агайманській під впадає річка Балка Великі Сірогози. В останні десятиліття, через низьку кількість опадів та невеликий технічний скид води з каналу, що живить цю водойму, русло балки дещо обміліло та спостерігається погіршення екологічного стану балки через відсутність води у руслі. Тому вода до поду не доходить.
- Характерним для цієї території є жарке посушливе літо та м'яка нестійка зима. Середня температура липня +23…+25°С, січня -3…-4°С. Середньорічна кількість опадів 300—420 мм.
- В межах центральної частини Агайманського поду у 1983 році створено природоохоронну територію «Агайманське урочище» площею 25 га (рішення Херсонського облвиконкому  від 19.08.1983 р. № 441/16).[2] В зниженні водойма штучно поглиблена. Рослинність — болотно-лугова, переважає очерет південний, куга озерна, рогіз вузьколистий. У водно-болотних угіддях гніздяться та перебувають на міграційному перельоті птахи багатьох видів, в тому числі і рідкісних. Цінні водооборотні угіддя — місце гніздування диких качок, чорногузів, куликів, мартинів.[3]

## Легенди та припущення
- Поди відігравали велику роль у господарському житті кочівників. Періодично в них накопичувалися дощові та талі води, утворюючи тимчасові великі мілководдя, що залучало безліч різноманітних тварин та пернатої дичини. Видання «Записки Одеського товариства історії та старожитностей» (1894 р.) повідомляють про те, що до включення Кримського ханства до складу Російської імперії на Агайманському поді кочував зі своїм аулом вождь Єдичкульської орди ногайців Каплан-Мурза. Ногайці випасали тут табуни своїх коней аж до 60-х років XIX століття. Тут, на таврійських степах, кочувало багато степових народів, що залишили після себе численні кургани, пам'ятники культури та кам'яні статуї.
- В 1879 році біля с. Агаймани загинув один з останніх представників вільних диких коней — тарпан. Селяни, почувши, що біля Агайману бачили тарпана, влаштували за ним погоню. Після виснажливої гонитви тарпан зламав ногу та був упійманий, незважаючи на спроби його вилікувати — загинув.[4]
- Назва Агайманского поду, або Гайман-долини, можна пояснити від турецького слова з «гайман» — «кочовий пастух» — це одна з версій.[5] Інша версія: «Гайман — це від слова „гаймувати“. У нас тут ніхто зроду не казав „гальмувати“ чи там „гальмо“, як тепер у книжках пишуть, а тільки „гаймувати“, „гаймо“. Гайманом називали того чумака, що притримував, гаймував важкі вози, коли вони з гори спускалися. Не кожний за таке діло брався, бо тут треба було добрячої сили».[6]
- У бою при Гайман-Долині загинув Григорій Іванович Грабянка (*до 1666 — бл. 1738) — український державний та військовий діяч у добу Гетьманщини. Полковник Гадяцького полку, автор одного з відомих козацьких літописів — «Літопису Граб'янки». Зять одного з конфідентів Гетьмана Івана Мазепи Івана Забіли.